# Haga (Samnanger)
 For alternative betydninger, se Haga. (Se også artikler, som begynder med Haga)
Haga er en landsby i Samnanger kommune i Hordaland. Landsbyen har 1.074 indbyggere pr. 1. januar 2012. Arealet af landsbyen er 1 km².
60°23′06″N 5°46′01″Ø / 60.385°N 5.7669°Ø